# Vorniceni (Strășeni)
Vorniceni è un comune della Moldavia situato nel distretto di Strășeni di 5.220 abitanti al censimento del 2004.